# Louis Spangenberg
Louis Spangenberg (11. maj 1824 i Hamburg—17. oktober 1893 i Berlin) var en tysk maler. Han var bror til Gustav Spangenberg.
Spangenberg var bosat i Berlin og malede arkitektur og landskaber. Han malende bl.a. en række malerier med motiver af de græske templer, bl.a. Akropolis og Neptuns tempel i Pæstum. Han udførte en række vægbilleder for Charlottenburgs tekniske højskole- og bjergakademi i Berlin.